# Muraunberg
Der Muraunberg ist ein Berg im Glantaler Bergland, einem südlichen Ausläufer der Gurktaler Alpen.
Er liegt im Knie der Glan, die an dieser Stelle von Westen kommend aus dem Glantal tritt und sich nach Süden ins Zollfeld wendet. Nordöstlich liegt St. Veit an der Glan. Südwestlich liegen Tanzenberg und Hörzendorf mit dem Hörzendorfer See. Am Südhang liegt die Ortschaft Muraunberg. Alle Orte gehören zur Gemeinde St. Veit.

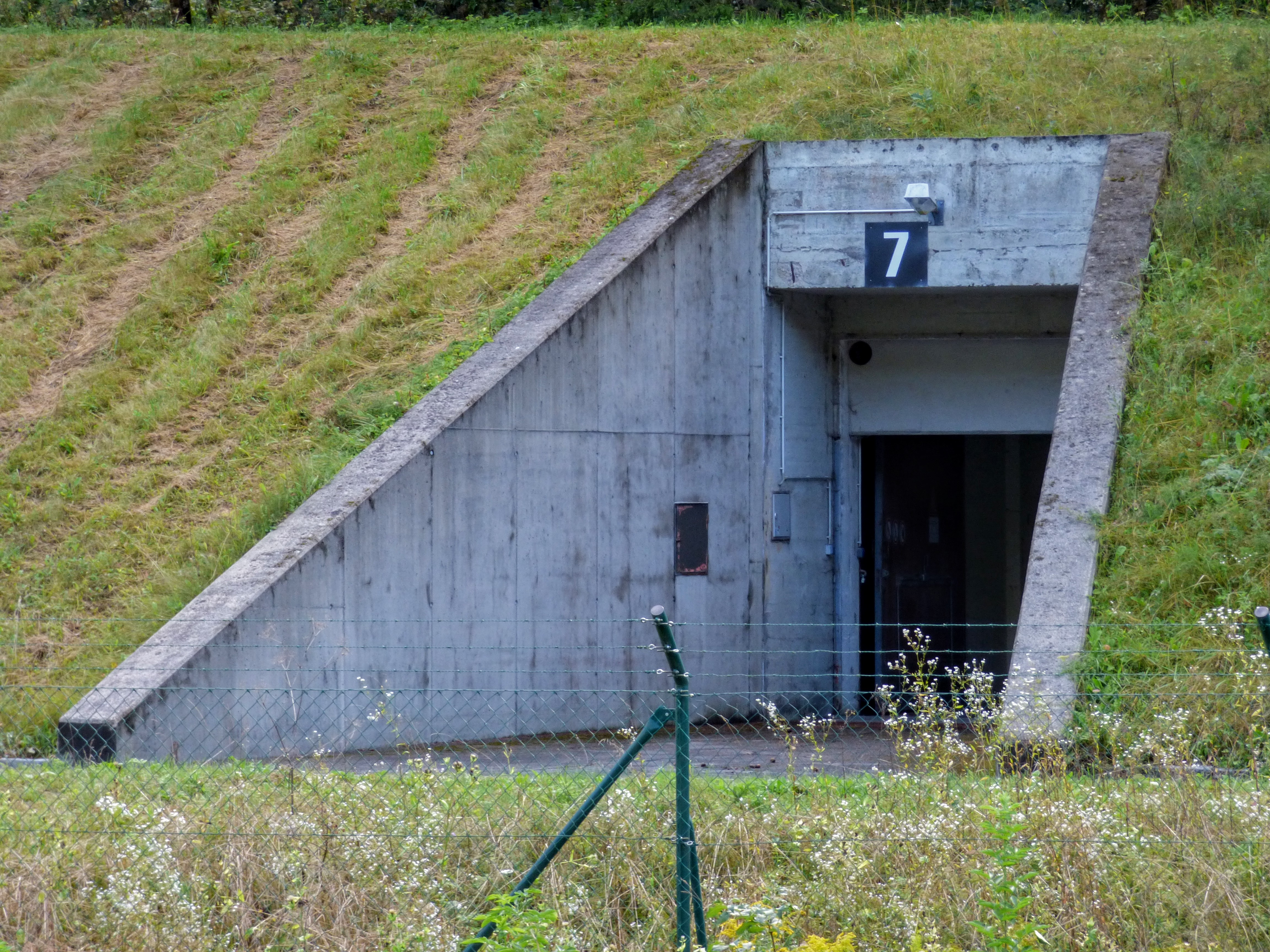
Munitionsdepot

Der Name wird auf das antike Virunum zurückgeführt. Am Berg befindet sich ein Munitionsdepot des Bundesheeres. Am Nordhang befand sich in der ersten Hälfte des 20. Jahrhunderts eine 45m-Schischanze. Ebenfalls nordseitig befindet sich das St. Veiter Richtkreuz, ein St. Veiter Burgfriedensstein und eine Loretokapelle aus dem 19. Jahrhundert.
Dominiert wird der Muraunberg innerhalb des Glantaler Berglandes vom Ulrichsberg. Mit dem Magdalensberg und dem Lorenziberg gibt es nähere dominante Berge, jedoch mit größerer Schartenhöhe.

## Belege
1. ↑  Kleindenkmaeler.at - Juwelen unserer Kulturlandschaft - Grenzstein Burgfried St. Veit 2. In: kleindenkmaeler.at. Abgerufen am 23. Juni 2023.
2. ↑  Kleindenkmaeler.at - Juwelen unserer Kulturlandschaft - Waldkapelle Maria Loreto am Muraunberg. In: kleindenkmaeler.at. Abgerufen am 23. Juni 2023.
3. ↑  Muraunberg - Der St.Veiter Hausberg - St. Veit. In: meinbezirk.at. Abgerufen am 6. Juli 2023.